# クリス・パークス
アビス（Abyss）のリングネームで知られるクリス・パークス（Chris Parks、1973年10月4日 - ）は、アメリカ合衆国のプロレスラー。
覆面レスラー時代のケインやマンカインドを思わせる異様な出で立ちと、スーパーヘビー級の体格から繰り出される桁外れのパワーから、ザ・モンスター（The Monster）の異名を持つ。
トレードマークは画鋲満載のズタ袋。これをリングにばらまいて相手を叩き付けようとするが逆に自分が叩き付けられるのが定番。

## 来歴
1995年のデビュー後、各地のインディー団体転戦を経て2003年よりアビスとしてTNAに所属。キッド・キャッシュのボディーガードを務めていたが仲間割れし、その後シングルプレイヤーとして活動。A・J・スタイルズとの抗争を経て、今度はアレックス・シェリーや女子マネージャーであるゴールディー・ロックスとユニットを組むが、ゴールディーのワガママぶりに愛想を尽かし再び独立。
以降、ライノ、レイヴェン、モンティ・ブラウンを相手にハードコア・レスリングを繰り広げ、TNAを代表する怪物レスラーとなった。また、TNAと並行してROHにも出場しており、2003年の初登場後、2006年まで度々参戦を継続していた。
TNAでは2005年より、ファーザー・ジェームズ・ミッチェルをマネージャーに迎えてトップ戦線で活躍。ミッチェルと仲間割れ後は、2007年の上期よりクリスチャン・ケイジ率いるチーム・クリスチャンに加入。しかし、チーム全員に裏切られリンチ制裁の憂き目に遭い、ベビーフェイスへ転向。スティングとタッグチームを結成し、2010年はハルク・ホーガンとも共闘した。
日本には2008年1月、新日本プロレスのレッスルキングダムII IN 東京ドームに来日、中西学と対戦した。
2014年3月、WRESTLE-1に来日し、高山善廣と対戦した。
2019年よりWWEにプロデューサーとして契約することが発表された。

## 得意技

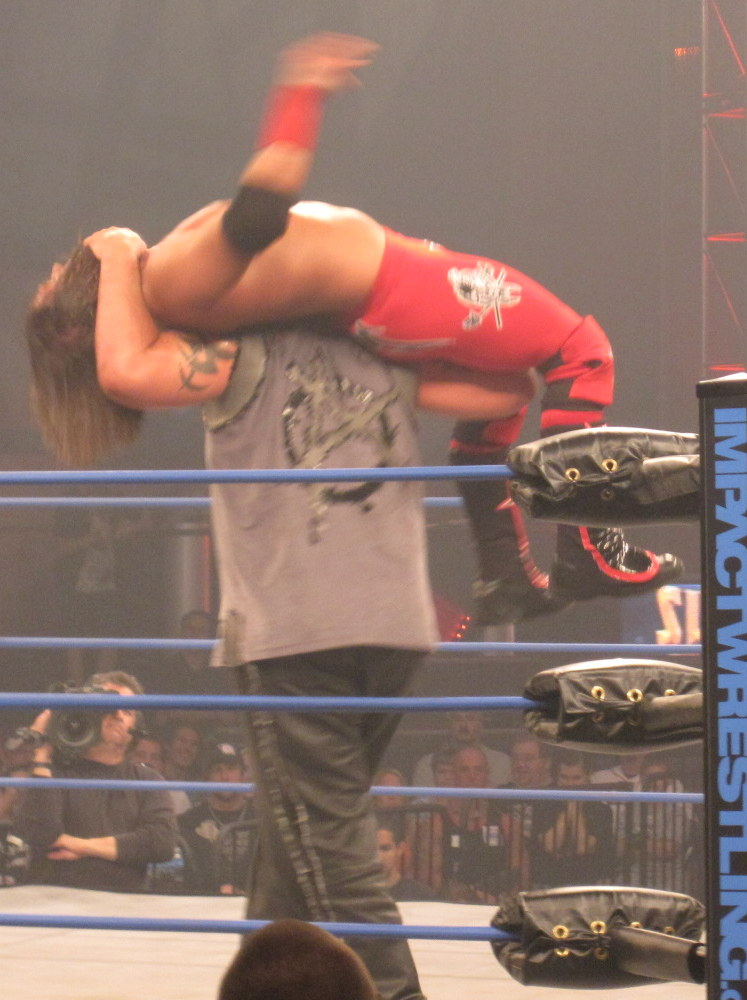
ショック・トリートメント

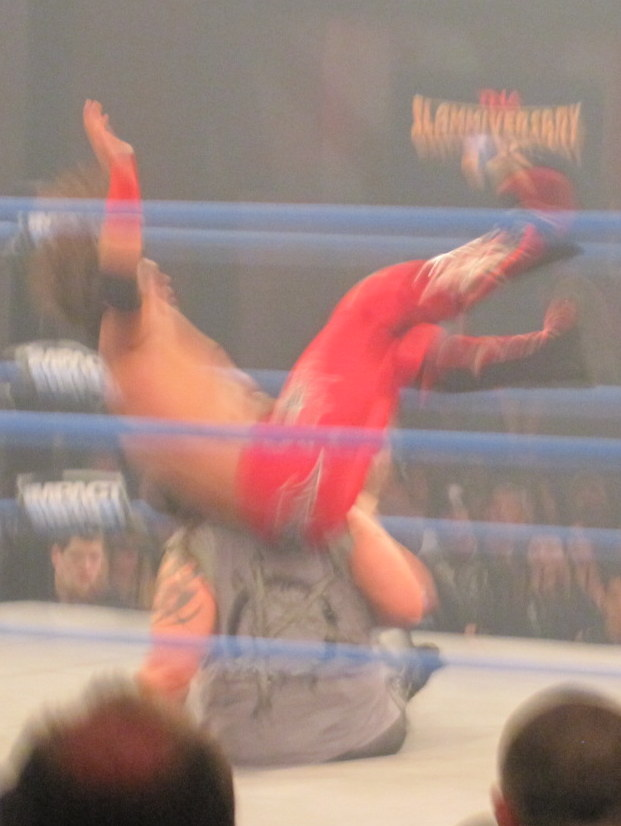
ショック・トリートメント

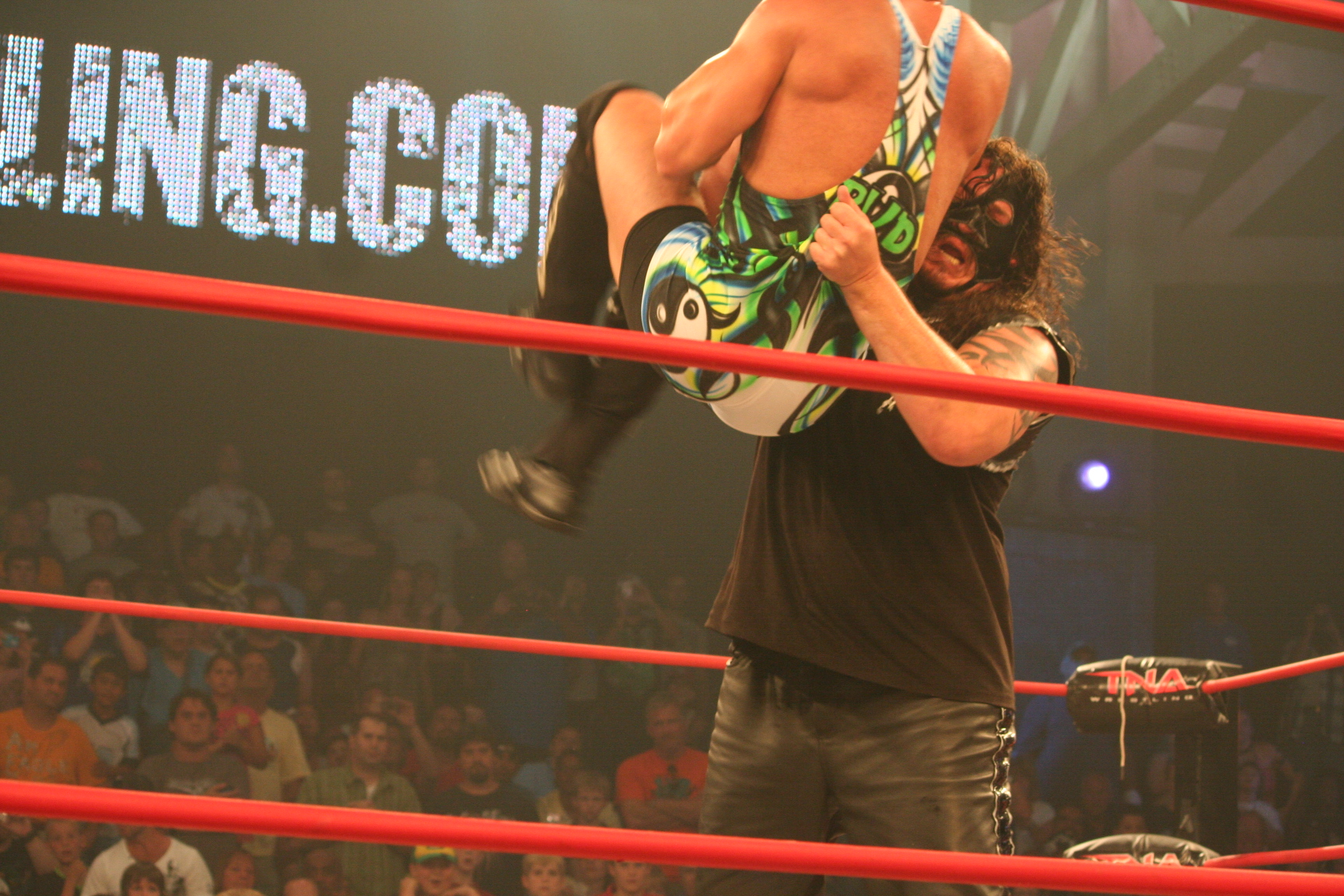
チョークスラム

- ブラックホール・スラム（旋回式スクラップ・バスター）
- ショック・トリートメント（シットダウン式アルゼンチン・バックブリーカー）
- チョークスラム
- ビッグブート

## 獲得タイトル
TNA/Impact Wrestling
- NWA世界ヘビー級王座（TNA版）：1回
- NWA世界タッグ王座：1回（w / A・J・スタイルズ）
- TNA世界タッグ王座 : 2回 (w / ジェームズ・ストーム、クレイジー・スティーブ)
- TNA TV王座：2回
- TNA Xディヴィジョン王座 : 1回
- インパクト殿堂（2018年）

IWA
- IWAインターコンチネンタル王座：1回
- IWAハードコア王座：3回
- IWA世界タッグ王座：3回（w / ミゲル・ペレス・ジュニア×2、シェイン・ザ・グラマー・ボーイ×1）

NWA
- NWAサイバースペース・ヘビー級王座：1回
- NWAアイオワ・ヘビー級王座 : 1回
- NWAミズーリ・ヘビー級王座：1回
- NWAワイルドサイド・ヘビー級王座：1回
- NWAフロリダ・ジュニアヘビー級王座 : 1回

AAA
- AAA世界タッグチーム王座 : 1回（w / チェスマン）

BCW
- BCW Can-Amヘビー級王座

BPW
- BPWヘビー級王座 : 1回

リング・カ・キング
- リング・カ・キング・タッグチーム王座 : 1回（w / スコット・スタイナー）

OPW
- 1PWヘビー級王座 : 2回

Superkick'D
- Superkick'D王座 : 1回

UWA
- UWAヘビー級王座 : 1回

WWA
- WWAヘビー級王座 : 1回

MFPW
- MFPWヘビー級王座 : 1回